# Подгруппа цинка
Подгру́ппа ци́нка — химические элементы 12-й группы периодической таблицы химических элементов (по устаревшей классификации — элементы побочной подгруппы II группы). В группу входят цинк Zn, кадмий Cd и ртуть Hg. На основании электронной конфигурации атома к этой же группе относится и искусственно синтезированный элемент коперниций Cn, эксперименты с отдельными атомами которого начали проводиться совсем недавно.
|                           | Цинк        | Кадмий      | Ртуть           |
| ------------------------- | ----------- | ----------- | --------------- |
| Электронная конфигурация  | [Ar]3d104s2 | [Kr]4d105s2 | [Xe]4f145d106s2 |
| Металлический радиус, пм  | 134         | 151         | 151             |
| Ионный радиус, пм (M2+)   | 74          | 95          | 102             |
| Электроотрицательность    | 1.6         | 1.7         | 1.9             |
| Температура плавления, °C | 419,5       | 320,8       | −38,9           |
| Температура кипения, °C   | 907         | 765         | 357             |

Все элементы этой группы являются металлами. Близость металлических радиусов кадмия и ртути обусловлено косвенным влиянием лантаноидного сжатия. Таким образом, тренд в этой группе отличается от тренда в группе 2 (щёлочноземельные металлы), в которой металлический радиус плавно увеличивается от верхней к нижней части группы. Все три металла имеют сравнительно низкие температуры плавления и кипения, что говорит о том, что металлическая связь относительно слабая, с относительно небольшим перекрытием между валентной зоной и зоной проводимости. Таким образом, цинк близок к границе между металлами и металлоидами, которая обычно помещается между галлием и германием, хотя галлий присутствует в полупроводниках, таких как арсенид галлия.
Цинк является наиболее электроположительным элементом в группе, следовательно, он является хорошим восстановителем. Окислительно-восстановительный статус группы равен +2, причём ионы имеют достаточно стабильную d10 электронную конфигурацию, с заполненными подуровнями. Однако, ртуть легко переходит к статусу +1. Обычно, как, например, в ионах Hg22+, два иона ртути(I) соединяются в виде металл-металл и образуют диамагнитный образец. Кадмий может также формировать связи, такие как [Cd2Cl6]4−, в которых окислительно-восстановительный статус металла равен +1. Так же как и для ртути, в результате формируется связь металл-металл в виде диамагнитного соединения, в котором нет непарных электронов, делающих соединение сильно химически активным. Цинк(I) известен только в виде газа, в таких соединениях как вытянутые в линию Zn2Cl2, аналогичные каломели.
Все три иона металлов образуют тетраэдрические молекулярные формы, такие как MCl42−. Когда двухвалентные ионы этих элементов формируют тетраэдрический координатный комплекс, он подчиняется правилу октета. Цинк и кадмий могут также формировать октаэдрических комплексы, такие как ионы [M(H2O)6]2+, которые присутствуют в водных растворах солей этих металлов. Ковалентный характер достигается за счет использования 4d или 5d-орбиталей соответственно, формируя sp³d² гибридные орбитали. Ртуть, однако, редко превышает координационное число четыре. Когда это происходит, должны быть вовлечены 5f-орбитали. Известны также координационные числа 2, 3, 5, 7 и 8.
Элементы группы цинка как правило, считаются d-блок элементами, но не переходными металлами, у которых s-оболочка заполнена. Некоторые авторы классифицируют эти элементы как основные элементы группы, поскольку валентные электроны у них расположены на ns2-орбиталях. Так, цинк имеет много сходных характеристик с соседним переходным металлом — медью. Например, комплексы цинка заслужили включения в ряд Ирвинга-Уильямса, поскольку цинк образует многие комплексные соединения с такой же стехиометрией, как и комплексы меди(II), хотя и с меньшей константой устойчивости. Очень мало сходства между кадмием и серебром, поскольку соединения серебра(II) являются редкими, а те, что существуют, являются очень сильными окислителями. Аналогичным образом, окислительно-восстановительный статус для золота равен +3, что исключает сходство между химией ртути и золота, хотя есть сходство между ртутью(I) и золотом(I), такое как формирование линейных цианистых комплексов [M(CN)2]−.

Металлы подгруппы цинка
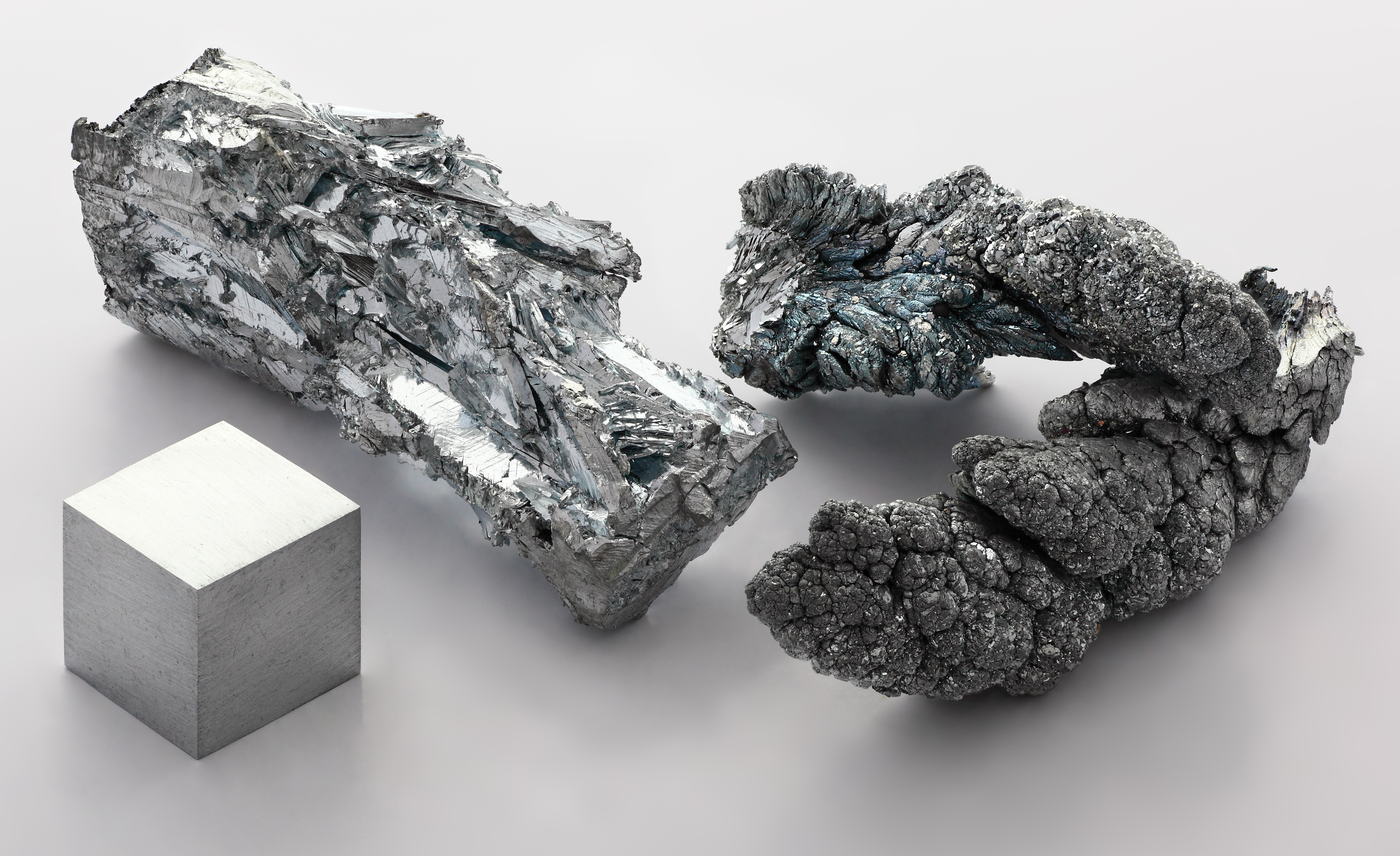
Цинк чистотой 99.995 %. Слева кристаллический фрагмент слитка, справа дендритная структура, полученная в результате возгонки. Для сравнения приведён кубик цинка объёмом 1 см³.
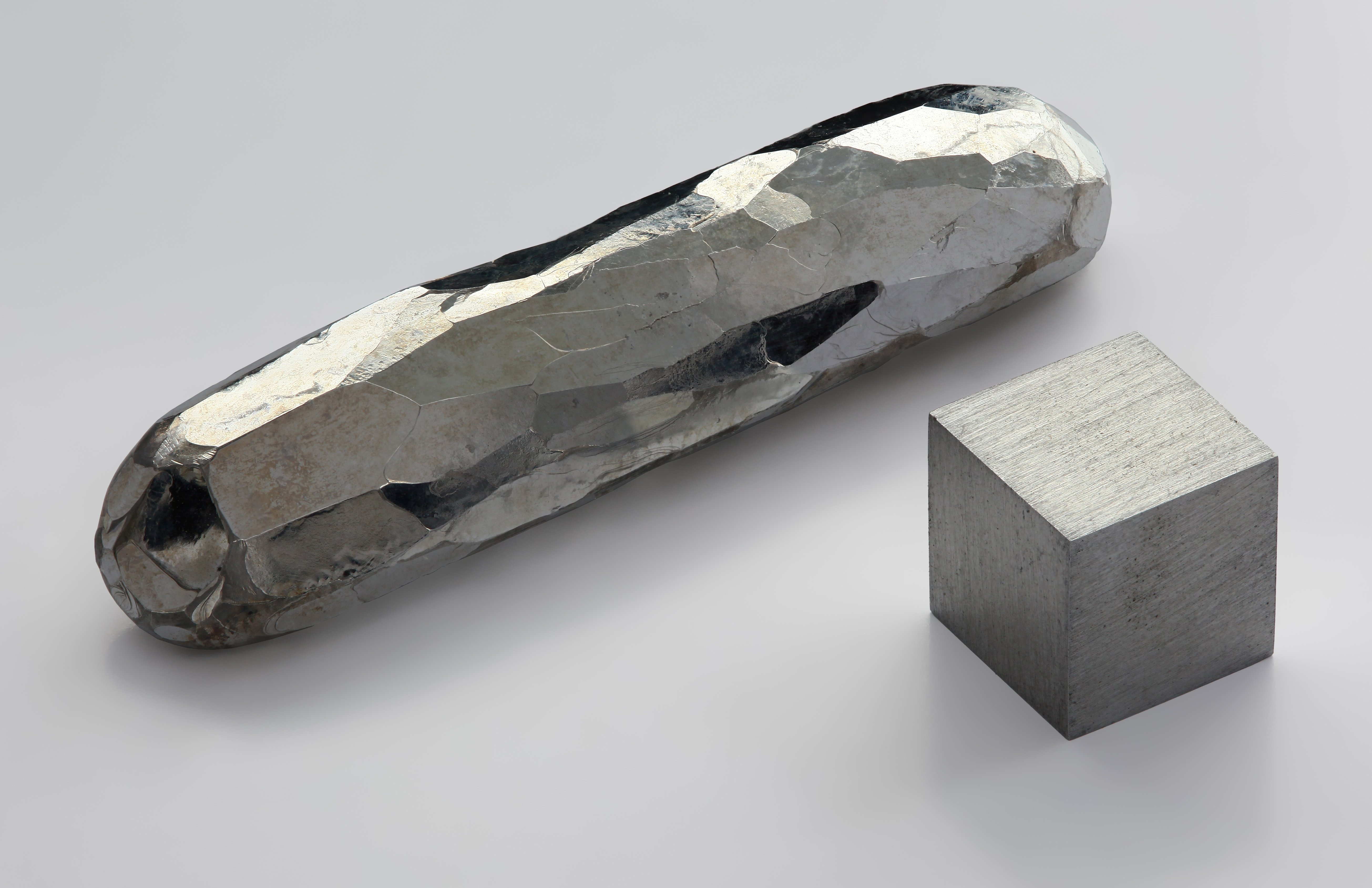
Кристаллический кадмий чистотой 99,99 %.
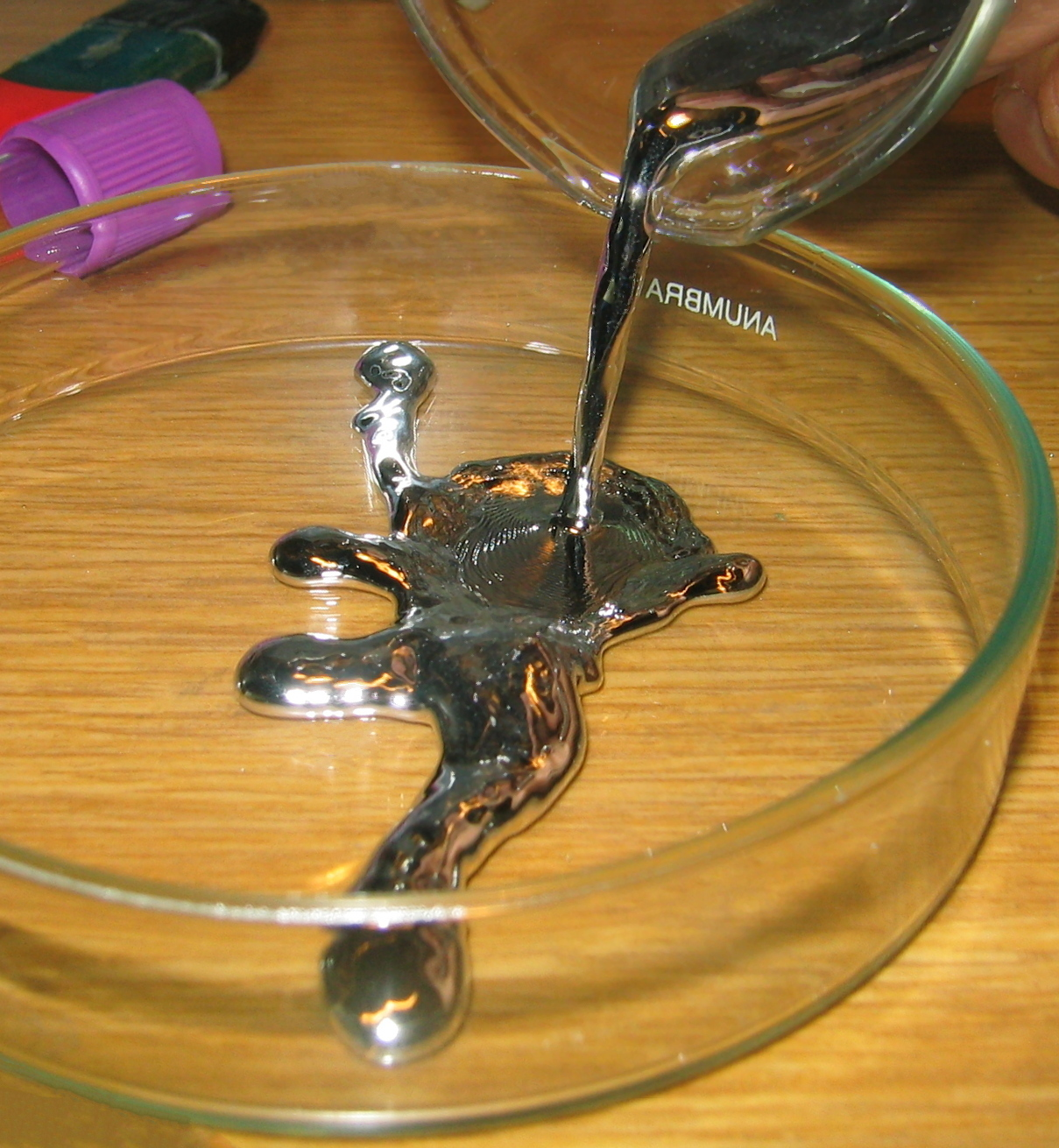
Жидкая ртуть